# Phrynobatrachus kakamikro
Phrynobatrachus kakamikro es una especie de anfibio anuro de la familia Phrynobatrachidae.

## Distribución geográfica
Esta especie es endémica de Kenia. Sólo se conoce en su localidad típica, el bosque Kakamega, en la Provincia Occidental, a 1650 m sobre el nivel del mar.

## Publicación original
- Schick, Zimkus, Channing, Köhler & Lötters, 2010 : Systematics of Little Brown Frogs from East Africa: recognition of Phrynobatrachus scheffleri and description of a new species from the Kakamega Forest, Kenya (Amphibia: Phrynobatrachidae). Salamandra, vol. 46, p. 24-36.[4]